# Herstappe
Herstappe è un comune belga di 85 abitanti, situato nella provincia fiamminga del Limburgo belga. Fa parte dei comuni a facilitazione linguistica.

## Storia

### Simboli
Lo stemma è stato concesso il 12 maggio 1992.
Il significato dell'aquila non è noto, ma molto probabilmente è il simbolo di san Giovanni evangelista, ma senza l'aureola. L'aquila è tratta dal sigillo della tenuta di Kemexhe, a cui Herstappe era storicamente associata, sebbene si trattasse di una tenuta separata. Entrambe le tenute erano possedimenti del Capitolo di San Giovanni a Liegi e governate come una tenuta congiunta. Il sigillo con l'aquila è noto dal 1505 al 1631. Gli smalti sono stati determinati nel 1992 riprendendo i i colori della città di Liegi.